# Adonis-slægten
Adonis-slægten (Adonis) rummer ca. 8 arter, der er udbredt i Europa, Nordafrika og Asien. Det er stauder eller énårige urter med en busket vækst. Stænglerne er glatte og lysegrønne. De bærer spredtstillede blade, der er flerdobbelt snitdelte. De endestillede blomster er regelmæssige og gule eller røde. Frugten er en kapsel. Her omtales kun de arter, som er naturaliseret i Danmark, eller som dyrkes her.
| Beskrevne arter |

- Sommeradonis (Adonis aestivalis)
- Pragtadonis (Adonis aleppica)
- Vinteradonis (Adonis amurensis)
- Høstadonis (Adonis annua)
- Pyrenæisk adonis (Adonis pyrenaica)
- Våradonis (Adonis vernalis)

| Andre arter |

- Adonis chrysocyathus
- Adonis flammea
- Adonis microcarpa